# Török Ambrus

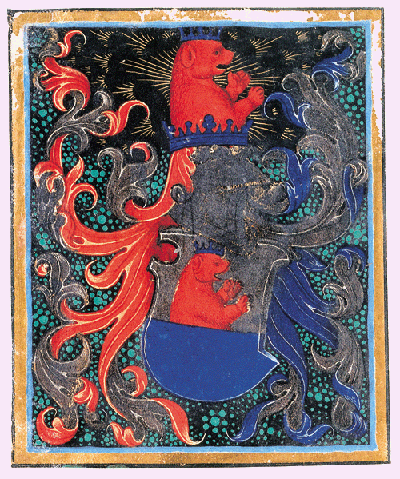
Enyingi Török Ambrus címere. 1481. november 26.-án adományozták neki.

Enyingi Török Ambrus (fl. 1445–1491) (? – †1491 után) Sopron vármegye főispánja, a Bosnyák királyság kincstartója, földbirtokos. Enyingi Török Imre nándorfehérvári bán apja.

## Élete
Az enyingi Török család sarja. Keményfalvi Török György fia. Az írásos források 1445-91 között említik. Az enyingi Török család hatalmának és vagyonának megalapítója. Pályafutását és birtokainak gyűjtését a Kanizsai család familiárisaként kezdte. 1458 körül Török Ambrus kaposújvári várnagyként szolgált Nádasdy László mellett. 1461-ben Kanizsai László és Kanizsai Miklós keményfalvi Török Ambrusnak zálogosítják el szentgyörgyvári uradalmukat a hozzá tartozó falvakkal együtt. 1461-ben Gibárti Lőrinc mellett Török Ambrus a szentgyörgyi vár várnagyaként szolgált. Néhány évvel később már királyi szolgálatban találjuk: 1464-ben asszonyfalvi Ostffy László helyébe került enyingi Török Ambrus a Sopron vármegye főispáni méltóságába.< Török Ambrus soproni főispán, soproni városkapitány a macskakői huszitákra súlyos csapást mért és a várat hatalmába kerítette. Macskakő vára tulajdonképpen nem ostromnak, hanem az ottani husziták egy nem sikerült kalandjának esett áldozatul. Weitraher Konrád és a vele fraternitásban közreműködő Wulczko Wacláw 85 lovasuk társaságában fölkerekedtek és rabló szándékkal Sopron ellen vonultak. Valószínűleg azt gondolták, hogy a török háború következtében gyengébb helyőrséggel ellátott várost könnyűszerrel elfoglalhatják. Török Ambrus azonban megneszelte a macskakőiek szándékát és rajtaütve a kalandkeresőkön, mind elfogta őket és börtönbe zárta. Kész volt azonban szabadon bocsátani őket, ha Weitraher kötelezi magát, hogy soha többé sem Magyarországon, sem Ausztriában nem garázdálkodik, Katzenstein váráról és azzal kapcsolatos minden zálogos és egyéb jogairól lemond, a várat embereivel földig romboltatja és azonkívül kétezer magyar arany váltságdíjat fizetnek Török Ambrusnak. Hasonlóképpen kötelezte Wulczko Wacláwot is kétezer arany megfizetésére és arra, hogy örök fogadást tegyen, hogy soha többé nem mutatkozik a két ország területén, de ha ez mégis előfordulna — jelentették ki — és bárhol is reá akadnának, fel fogják akasztani.
Később Török Ambrus Hunyadi Mátyás bizalmát elveszítve Újlaki Miklós bosnyák király szolgálatába áll, ahol a megmaradt bosnyák állam kincstartójaként tölt be fontos tisztséget. Péter nevű öccsével ő szerezte a família előnevét adó Fejér megyei Enyinget. 1481. november 26.-án Mátyás magyar királytól szerzett családi címert gyermekeivel és a bakonoki Török rokonaival együtt.

## Házasságai és leszármazottjai

Thapsoni Anthymus János alnádornak a címere

Első felesége Vityai Veronika, vityai Kis László, fehérkői várnagy leánya volt. Tőle született:
- enyingi Török Imre, valkói főispán, nándorfehérvári bán. Felesége: parlagi Parlaghy Krisztina (fl. 1486–1515).[6]
- enyingi Török Lucia, akinek a férje, hédervári Héderváry Ferenc volt.[7]

Felesége korai halála után újra nősült meg: a második neje thapsoni Anthymus Ilona (fl. 1465–1488), akinek az édesapja thapsoni Anthymus János (fl. 1417–1485), földbirtokos volt. Az apai nagyapja thapsoni Anthymus János (fl. 1368–1423) mester, alnádor 1408 és 1419 között, 1397-ben Szlavónia vice-bánja és körös vármegyei ispán, földbirtokos volt. Második felesége jogán szerzett adományt a hatalmas szigetvári uradalomra, amelyet ő és utódai egészen a török hódoltságig bírtak. Török Ambrus és thapsoni Anthymus Ilona frigyéből egy fiú- és két leánygyermek született:
- enyingi Török Benedek, aki korán hunyt el.[9]
- enyingi Török Ilona (fl. 1496). Férje: osztopáni Perneszy Imre (fl. 1469-1512), a Báthoryak babocsai várnagya, földbirtokos.[10]
- enyingi Török Krisztina (fl. 1496). Férje: lecskei Sulyok István (fl. 1467), földbirtokos. Gyermekük: Sulyok Balázs (fl. 1521–1542), királyi főkamarás, földbirtokos. Dédunokájuk kismarjai Bocskai István (1557-1606) Erdély fejedelme.